# Swan Song (2021)
Swan Song (deutsch: Abschiedsvorstellung) ist ein Filmdrama von Todd Stephens, das im März 2021 beim South by Southwest Film Festival seine Premiere feierte. Mit dem Film beendet Stephens nach Edge of Seventeen und Gypsy 83, für die er jeweils auch die Drehbücher schrieb, die „Sandusky“-Trilogie über seine gleichnamige Heimatstadt. In Swan Song spielt Udo Kier den gealterten Friseur Pat Pitsenbarger, der von einer seiner früheren Stammkundinnen ein wenig Geld vermacht bekommt, was ihm ermöglicht, seine Seniorenwohnanlage zu verlassen und Sandusky ganz neu wiederentdecken zu können.

## Handlung
Einst war Pat Pitsenbarger einer der besten Friseure in der Kleinstadt Sandusky in Ohio und Lieblingsfriseur der Schönen und Reichen. Auch als Drag-Performer wurde er unter dem Künstlernamen „Mister Pat“ in der örtlichen Schwulenbar „The Universal Fruit and Nut Company“ gefeiert. Nun befindet er sich schon seit einigen Jahren wegen eines Schlaganfalls in einer Seniorenwohnanlage. Er träumt aber immer noch davon, dort wieder auf der Bühne zu stehen.
Pat bekommt Besuch von Walter Shanrock, Anwalt der kürzlich verstorbenen schwerreichen Rita Parker Sloan. Walter informiert Pat, dass Rita in ihrem Testament festgelegt hat, dass Pat ihr Haare und Make-Up für die Beerdigung machen soll. Da sie zerstritten waren lehnt Pat bitter ab, woraufhin der Anwalt ihn über die Erbschaft von 25.000 US-Dollar für die erbrachte Leistung informiert.
Auch wenn er Walter trotz des Geldes unwirsch abgewiesen hatte flieht Pat mit wenigen Habseligkeiten schließlich aus der Wohnanlage und macht sich zu Fuß auf den Weg in die Kleinstadt. Zunächst besucht er zum ersten Mal den Grabstein seines Lebenspartners David, der Jahre zuvor an AIDS verstorben war. Anschließend beginnt der ehemalige Friseur, Produkte und Utensilien zusammenzusuchen und muss dabei feststellen, dass Sandusky nicht mehr die Stadt ist, die er kennt – und kaum noch jemand in Sandusky weiß, wer er ist.
Walter verweigert ihm einen Vorschuss und informiert ihn darüber, dass Pat die 25.000 Dollar erst in einigen Monaten erhalten wird. Da das Geschäft, in dem er früher eingekauft hat, nicht mehr existiert, stiehlt Pat die nötigen Utensilien. Schließlich betritt er widerwillig den Salon, mit dem seine ehemalige Assistentin Dee Dee ihm vor Jahren Konkurrenz gemacht hatte, bis Pat sein Geschäft aufgeben musste. Auch wenn ihr Verhältnis angespannt bleibt, gibt Dee Dee ihm die letzte Flasche Vivante Shampoo, das nicht mehr hergestellt wird, aber für Pat seit jeher die einzig gute Option ist.
Auf der Suche nach angemessenem Ersatz für seinen Jogginganzug trifft Pat auf eine ehemalige Klientin, die ihn anhand seiner prunkvollen Ringe wiedererkennt. Er erinnert sich an sie, obwohl er sie nur ein einziges Mal frisiert hat. Sie bietet ihm einen Anzug mit Fedora und Halstuch an. Pat erinnert sich an ihre Geschichte aber muss gestehen, dass er kein Geld für den Anzug hat. Gerührt lässt sie ihn gehen, ohne zu bezahlen.
Pat besucht das Haus seiner alten Klientin, trifft auf Ritas Enkel Dustin und eröffnet ihm, dass er trotz der vielen Jahre, in denen er Rita gestylt hatte, das Haus nie betreten hat. Während Dustin einen Drink holt, ergreift Pat erneut die Flucht und besucht eine Schwulenbar, die er vor 40 Jahren mit aufgebaut hatte. Der junge Barkeeper informiert ihn, dass die Bar am nächsten Tag für immer schließen wird.
Auf dem Weg zum Bestatter, wo er Ritas Leiche herrichten soll, gerät Pat in Panik und steigt in ein Taxi. Er klaut sich eine Flasche Schnaps und trifft an der öffentlichen Toilette in einem Park seinen alten Freund Eunice. Die beiden sitzen auf einer Bank, reden über die alten Zeiten und darüber, wie sehr sich Homosexualität verändert hat, während sie ein schwules Paar mit ihren Kindern spielen sehen. Pat spricht traurig über David und das gemeinsame Haus, das inzwischen abgerissen wurde. Als Eunice ihm sagt, dass er wenigstens Haus, als auch einen Partner hatte und auch, wenn beides weg ist, Pat noch da ist. Pat erinnert sich an Davids Grabstein und dass in einer Ecke Eunice hinzugefügt wurde. Auch der ist seit fast 30 Jahren tot, und Pat sitzt allein auf der Bank.
Er kehrt zurück in die Schwulenbar, wo er der Dragqueen Miss Velma beim Styling für den letzten Abend hilft. Anschließend bastelt er sich aus dem Kronleuchter, der früher über der Tanzfläche hing, einen Kopfschmuck und tritt auf seiner alten Bühne unter dem Jubel der Anwesenden auf. Der Kronleuchter hat einen Kurzschluss und Pat erwacht nach einem Stromschlag im Krankenhaus.
Unbeirrt macht er sich in seinem Anzug auf den Weg zur Aufbahrungshalle. Er kommt zu spät, doch Dee Dee kommt ihm entgegen und bittet ihn, Rita zu richten. Allein mit Ritas Sarg erscheint sie ihm und bittet ihn um seine Hilfe, doch er wirft ihr vor, dass sie ihn fallenließ, nachdem David nach 33 Jahren Beziehung verstorben war. Er hatte sie als gute Freundin empfunden, aber war wohl doch nur ein Bediensteter für sie. Ritas Erscheinung gibt zu, dass es ihr peinlich war und bittet schließlich um Verzeihung. Pat beginnt die Arbeit und legt am Ende seine Schere in den Sarg. Dustin nimmt vor der Aufbahrungshalle neben Pat Platz und erzählt, dass seine konservative Großmutter Dustins Outing mit den Worten akzeptierte, ihr bester Freund (Pat Pitsenbarger) sei ebenfalls schwul und dass Pat ein wichtiger Teil seines Lebens war, obwohl sie sich bis zum Vortag nicht kannten. Pat sitzt schweigend und rauchend neben ihm, blutet plötzlich aus der Nase und stirbt. Als seine Leiche auf einer Liege aus dem Gebäude gefahren wird sieht Dustin, dass Pat Rita ihre Schuhe aus dem Sarg gestohlen und selbst angezogen hat und muss trotz des Schocks lachen.

## Produktion

### Einordnung in die „Sandusky“-Trilogie

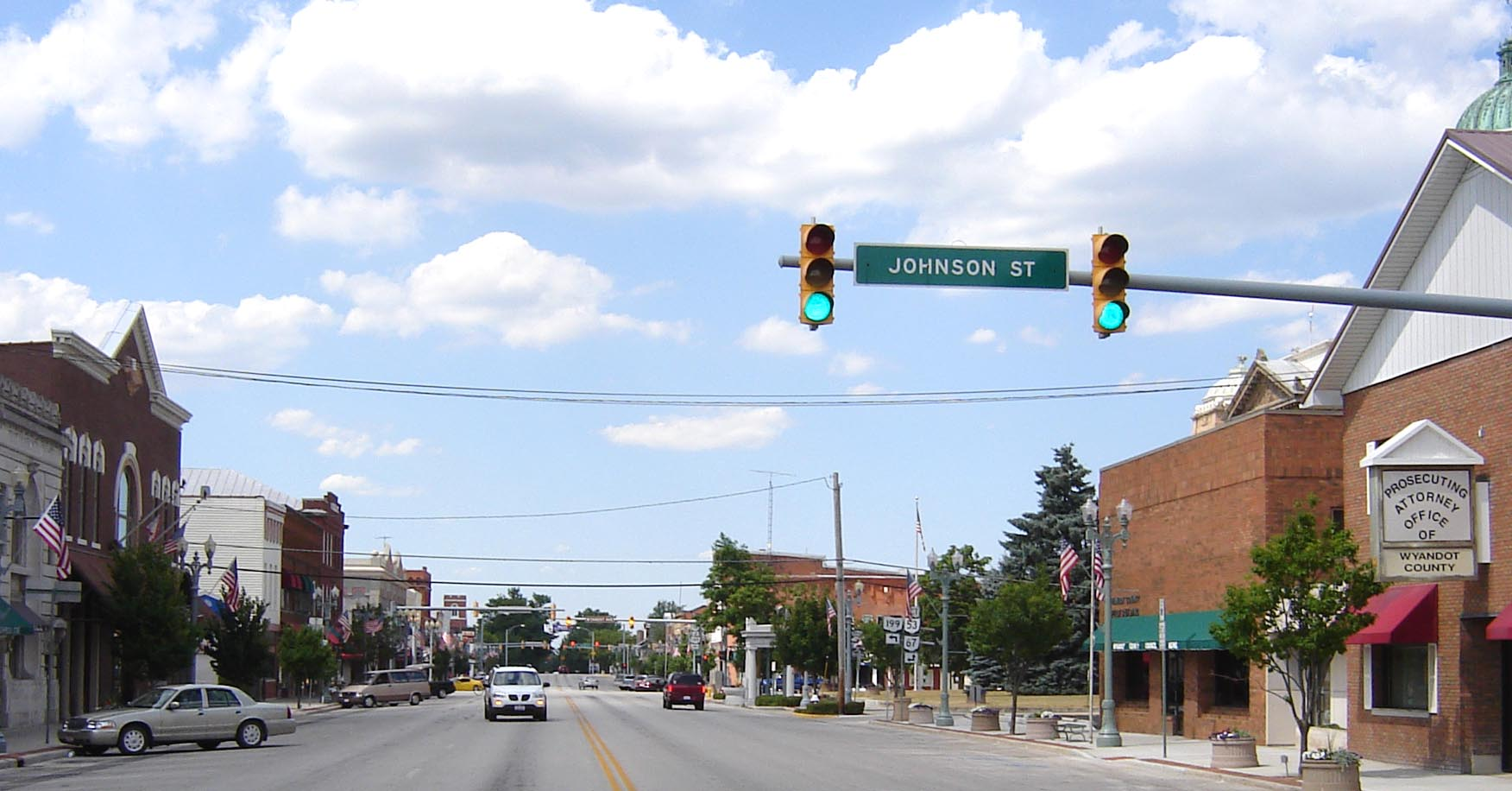
Die Dreharbeiten fanden, wie bei den anderen Filmen aus der Trilogie, in Sandusky statt

Regie führte Todd Stephens, der auch das Drehbuch schrieb. Er würdigt mit dem Film den echten Pat Pitsenbarger, ein Friseur aus Sandusky, wo er aufwuchs, und im dortigen Designers Hair Salon in der Innenstadt arbeitete. In Sandusky hatte der Regisseur auch sein Coming-out, und Pitsenbarger war zu seiner Muse, aber auch ein Wegbereiter in der ganzen schwulen Community geworden: „Als ich ein kleines Kind war ... sah ich diesen wunderbaren, hell gekleideten, eleganten kleinen Mann in der Innenstadt herumlaufen, der ganz anders aussah als alle anderen“, erinnerte sich Stephens. „Als ich aufgewachsen bin, war es in Sandusky ziemlich konservativ und alle sahen gleich aus. Aber hier war dieser Typ, der… einen Samt-Fedora und eine Federboa trug und die lange, braune More-Zigarette rauchte.“ Als Stephens 17 Jahre alt war, begegnete er Pitsenbarger dann in der Schwulenbar „The Universal Fruit and Nut Company“ in Sandusky. Auch wenn er nicht lange nach dieser Begegnung nach New York zog, habe er immer einen Film über ihn machen wollen, so der Regisseur. Pitsenbarger habe mit seiner Offenheit und einem gewissen Stolz in seinem Auftreten in seiner Heimatstadt den Weg für die Akzeptanz von Homosexualität in der Gesellschaft geebnet, und dies bereits in einer Zeit, in der Homosexualität noch weitgehend dämonisiert wurde. Pitsenbarger starb im Jahr 2012.
Über „The Universal Fruit and Nut Company“, die einzige Schwulenbar in Sandusky, sagt der Regisseur, dorthin zu gehen sei gewesen, als würde man nach Hause gehen und eine völlig neue Familie zu treffen. Pitsenbargers Generation habe diese Bar buchstäblich geschaffen und damit die Schwulengemeinschaft. Die Bar fand bereits Verwendung in dem Film Edge of Seventeen aus dem Jahr 1998, für den Stephens das Drehbuch schrieb und der im Jahr 1984 spielt. Die Bar, die Even Stephens gehörte, gab es schon damals nicht mehr und wurde für den Film nachgebaut. Wie auch Edge of Seventeen spielt Swan Song in Sandusky, womit der Film seine „Sandusky“-Trilogie abschließt, die mit Gypsy 83 begonnen hatte, der ebenfalls in Stephens’ Heimatstadt gedreht wurde und für den er die Geschichte beisteuerte.

### Besetzung und Dreharbeiten
Udo Kier spielt in der Hauptrolle Pat Pitsenbarger. Tom Bloom übernahm die Rolle des Anwalts Walter Shanrock, Linda Evans spielt dessen Mandantin, die kürzlich verstorbene Rita Parker Sloan, die Pitsenbargers treueste Stammkundin war. Jennifer Coolidge spielt seine alte Kontrahentin im Friseurbusiness namens Dee Dee. Eric Eisenbrey, einer der Produzenten des Films, ist in Rückblenden in der Rolle von Pitsenbargers Lebenspartner David zu sehen.
Die Dreharbeiten fanden in der Kleinstadt Sandusky in Ohio statt, in der die Geschichte spielt.

### Filmmusik und Veröffentlichung
Die Filmmusik komponierte Chris Stephens. Es handelt sich um seine erste Arbeit für einen Film.
Die Weltpremiere erfolgte am 16. März 2021 beim South by Southwest Film Festival. Beim Marché du film in Cannes sicherte sich Magnolia Pictures die Vertriebsrechte für die USA. Dort kam er am 6. August 2021 in ausgewählte Kinos und ist seit 13. August 2021 auch als Video-on-Demand erhältlich. Ende August 2021 wurde er beim norwegischen Filmfestival in Haugesund und im November 2021 beim Sydney Film Festival gezeigt. Ebenfalls im November 2021 wurde er beim Braunschweig International Film Festival gezeigt. Am 17. Dezember 2021 wurde er in den USA bei Apple TV+ veröffentlicht. Im Oktober 2022 wurde er beim Tokyo International Film Festival gezeigt.

## Rezeption

### Kritiken
Der Film stieß bislang auf die Zustimmung von 92 Prozent aller Kritiker bei Rotten Tomatoes bei einer durchschnittlichen Bewertung von 7,3 der möglichen 10 Punkte und erhielt auf Metacritic einen Metascore von 65 von 100 möglichen Punkten.

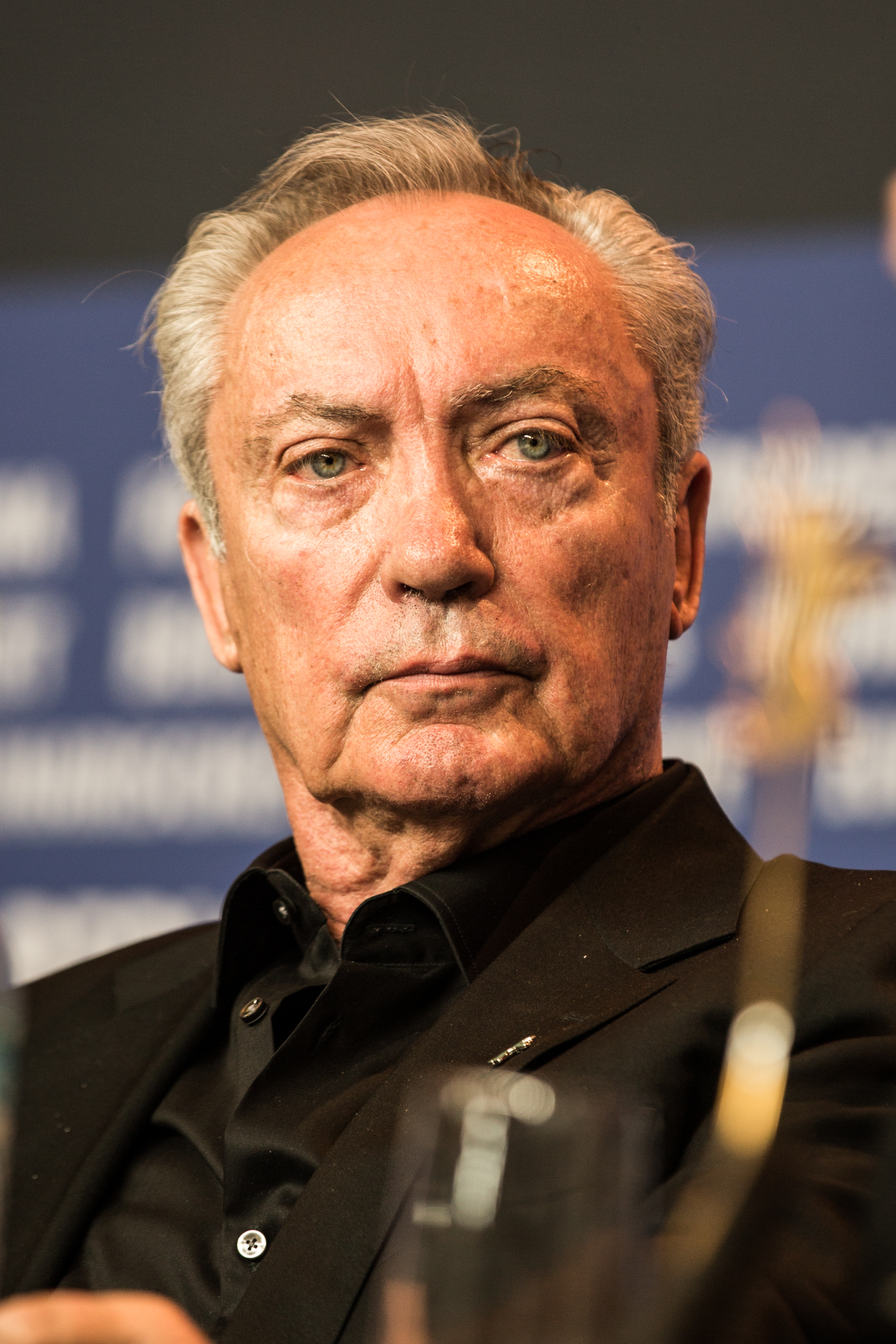
Udo Kier übernahm die Rolle von Pat Pitsenbarger

Peter Debruge von Variety schreibt, Udo Kier bringe etwas in die Rolle, das kein anderer Darsteller könnte, was er als schlaue europäische Eleganz bezeichnet, und er spiele Pat Pitsenbarger mit genau dem richtigen Maß an Pathos. Bei einem anderen Schauspieler, so einem heterosexuellen, hätte Pitsenbarger schnell / leicht zu einer Figur wie aus La Cage aux Folles werden können, doch Kier versuche gar nicht erst, für Lacher zu sorgen, indem er ein schwules Stereotyp spielt. In seinem Drehbuch für Swan Song vergesse Todd Stephens auch nicht zu zeigen, dass die schwule Kultur, zu der auch Drag-Shows gehören, dem Untergang geweiht ist und zunehmend verschwindet. Gleichzeitig mache der Film auch deutlich, dass Pitsenbarger, der seine extrovertierte Art nicht verstecken will, mit dieser nunmehr völlig akzeptiert wird, und sich alles, was er als Homophobie kannte, nur noch in seinem Inneren abspielt. Leider lege Stephens bei seiner Arbeit eine ähnliche Ungeschicklichkeit wie bei seinen früheren Arbeiten an den Tag. Mit ein wenig mehr Tiefgang hätte Swan Song möglicherweise mit Richard Linklaters ähnlich angelegtem Film Bernie mithalten können, so Debruge.
Teresa Vena vom Filmbulletin schreibt, mit einer souveränen Gelassenheit verkörpere Udo Kier in dem Film einen zu gleichen Teilen stolzen und einsamen Menschen. Er passe mit seinem auffälligen deutschen Akzent im Englischen und dem charaktervollen Altersgesicht perfekt für die Rolle, die sicher zu einer der besten gehöre, die er bisher verkörpert hat.

### Auszeichnungen
Cleveland International Film Festival 2021
- Nominierung im Local Heroes Competition (Todd Stephens)[26]

Haugesund 2021
- Auszeichnung mit dem Kritikerpreis[27]

Independent Spirit Awards 2022
- Nominierung für das Beste Drehbuch (Todd Stephens)
- Nominierung als Bester Hauptdarsteller (Udo Kier)[28]

NewFest: New York’s LGBT Film Festival 2021
- Auszeichnung mit dem Publikumspreis – Narrative Feature (Todd Stephens)[29]